# HNK Graševina Vetovo
HNK Graševina je nogometni klub iz Vetova. U sezoni 2021./22. se natječe u 1. ŽNL Požeško-slavonskoj.

## Povijest
Klub je osnovan 1955. godine pod imenom NK Sloboda Vetovo. Pravog igrališta nije bilo, a igralo se na Jokinoj livadi u Potočanima, zatim na Mikića brdu, kod današnjeg križa. Ugašen je jer su igrači igrali za N.K.Partizan Ovčare koji je u to vrijeme imao najbolje uvjete za igru. Klub je obnovljen 1971. godine pod nazivom NK "Kamen" i krenuli su od početka tzv. "rosne lige" te došli do međuopćinske lige. Naziv Kamen zadržao se sve do 2019. godine kada je skupština kluba izglasala novo ime HNK Graševina.
Udruga vinara Veteri Castra se aktivno uključila u rad kluba te pomaže rad kluba u svim aspektima. Himmu kluba u ljeto 2020. godine otpjevao i snimio Mladen Grdović na klupskom stadionu. Također, navijačka skupina zovu se Promili.

## Vanjske poveznice
- Profil kluba na YouTubeu